# All My Life (film)
All My Life è un film del 2020 diretto da Marc Meyers.

## Trama
Un uomo e la sua compagna rimangono scioccati quando ricevono una notizia sconvolgente: a lui è stato diagnosticato un cancro al fegato. I loro amici e i loro familiari faranno di tutto per aiutarli e per fare in modo che possano celebrare il matrimonio dei loro sogni col tempo che stringe.

## Distribuzione
Il film è stato distribuito nelle sale cinematografiche italiane a partire dal 5 agosto 2021.